# Idiocera (Idiocera) lamia
Idiocera (Idiocera) lamia is een tweevleugelige uit de familie steltmuggen (Limoniidae). De soort komt voor in het Oriëntaals gebied.